# Mogești
Mogești – wieś w Rumunii, w okręgu Vâlcea, w gminie Slătioara. W 2011 roku liczyła 391 mieszkańców.